# Грачёвский район (Ставропольский край)
Грачёвский райо́н — территориальная единица в Ставропольском крае России. В границах района образован Грачёвский муниципальный округ.
Административный центр — село Грачёвка. Крупнейший населённый пункт — село Старомарьевка.

## География
Район расположен в центральной части Ставропольского края. Расстояние от райцентра с. Грачёвка до г. Ставрополя составляет 35 км. Граничит с Труновским, Петровским, Александровским, Андроповским и Шпаковским районами.

## История
19 января 1943 года территория будущего Грачёвского района освобождёна от немецко-фашистских захватчиков.
11 декабря 1970 года образован Грачёвский район с центром в селе Грачёвка.
27 июля 2015 года решением Совета Грачёвского муниципального района Ставропольского края установлен общерайонный праздник — День Грачёвского района, отмечаемый по юбилейным датам в первую субботу октября.
16 марта 2020 года все муниципальные образования Грачёвского района были объединены в Грачёвский муниципальный округ.

## Население
| 1979    | 1989    | 1990    | 1991    | 1992    | 1993    | 1994    | 1995    | 1996    | 1997    | 1998    | 1999    |
| ------- | ------- | ------- | ------- | ------- | ------- | ------- | ------- | ------- | ------- | ------- | ------- |
| 29 937  | ↗31 922 | ↗32 597 | ↗33 269 | ↗33 980 | ↗35 076 | ↗36 016 | ↗36 749 | ↗36 931 | ↘36 738 | ↘36 131 | ↗36 418 |
| 2000    | 2001    | 2002    | 2003    | 2004    | 2005    | 2006    | 2007    | 2008    | 2009    | 2010    | 2011    |
| ↗36 971 | ↘36 792 | ↘36 110 | ↘36 087 | ↗36 174 | ↘36 076 | ↘35 870 | ↘35 783 | ↗35 897 | ↗35 975 | ↗36 272 | ↘36 247 |
| 2012    | 2013    | 2014    | 2015    | 2016    | 2017    | 2018    | 2019    | 2020    | 2021    | 2023    | 2024    |
| ↗36 572 | ↗36 918 | ↗37 115 | ↗37 185 | ↗37 341 | ↗37 706 | ↗37 797 | ↘37 765 | ↘37 367 | ↗37 898 | ↗37 986 | ↘37 958 |
| 2025    |         |         |         |         |         |         |         |         |         |         |         |
| ↘37 808 |         |         |         |         |         |         |         |         |         |         |         |

Гендерный состав
По итогам переписи населения 2010 года проживали 17 021 мужчина (46,93 %) и 19 251 женщина (53,07 %).
Национальный состав
По итогам переписи населения 2010 года проживали следующие национальности (национальности менее 1 %, см. в сноске к строке «Другие»):
| Национальность | Численность | Процент |
| -------------- | ----------- | ------- |
| Русские        | 28 377      | 78,23   |
| Армяне         | 3694        | 10,18   |
| Даргинцы       | 882         | 2,43    |
| Кумыки         | 474         | 1,31    |
| Другие         | 2845        | 7,84    |
| Итого          | 36 272      | 100,00  |

По итогам переписи населения 2020 года проживали следующие национальности (национальности менее 1 % и другое, см. в сноске к строке «Другие»):
| Национальность | Численность, чел. | Доля     |
| -------------- | ----------------- | -------- |
| Русские        | 28 358            | 74,83 %  |
| Армяне         | 4209              | 11,11 %  |
| Даргинцы       | 1204              | 3,18 %   |
| Цыгане         | 509               | 1,34 %   |
| Кумыки         | 494               | 1,30 %   |
| Чеченцы        | 460               | 1,21 %   |
| Лезгины        | 452               | 1,19 %   |
| Аварцы         | 379               | 1,00 %   |
| Другие         | 1833              | 4,84 %   |
| Итого          | 37 898            | 100,00 % |

## Муниципально-территориальное устройство до 2020 года
С 2004 до марта 2020 года в Грачёвский муниципальный район входило 8 сельских поселений:
| № | Сельское поселение        | Административный центр | Количество населённых пунктов | Население (чел.) | Площадь (км²) |
| - | ------------------------- | ---------------------- | ----------------------------- | ---------------- | ------------- |
| 1 | село Бешпагир             | село Бешпагир          | 1                             | 4001             | 220,0         |
| 2 | село Тугулук              | село Тугулук           | 1                             | 2257             | 86,31         |
| 3 | Грачёвский сельсовет      | село Грачёвка          | 3                             | 7100             | 69,19         |
| 4 | Красный сельсовет         | село Красное           | 2                             | 2504             | 12,92         |
| 5 | Кугультинский сельсовет   | село Кугульта          | 2                             | 6695             | 38,4          |
| 6 | Сергиевский сельсовет     | село Сергиевское       | 2                             | 3255             | 36,6          |
| 7 | Спицевский сельсовет      | село Спицевка          | 3                             | 4674             | 272,51        |
| 8 | Старомарьевский сельсовет | село Старомарьевка     | 2                             | 6881             | 225,6         |

## Населённые пункты
Распределение населения района:
 Грачёвка  (17,02 %) Старомарьевка  (18,22 %) Кугульта  (16,31 %) Бешпагир (10,84 %) Спицевка (9,33 %) Остальные (28,28 %)
| №  | Населённый пункт | Тип                          | Население | Муниципальное образование до 2020 года |
| -- | ---------------- | ---------------------------- | --------- | -------------------------------------- |
| 1  | Базовый          | хутор                        | ↘500      | Спицевский сельсовет                   |
| 2  | Бешпагир         | село                         | ↗4099     | Село Бешпагир                          |
| 3  | Верхняя Кугульта | посёлок                      | ↗900      | Кугультинский сельсовет                |
| 4  | Грачёвка         | село, административный центр | ↘6435     | Грачёвский сельсовет                   |
| 5  | Кизилов          | хутор                        | ↘200      | Старомарьевский сельсовет              |
| 6  | Красное          | село                         | ↘2298     | Красный сельсовет                      |
| 7  | Кугульта         | село                         | ↗6165     | Кугультинский сельсовет                |
| 8  | Лисички          | хутор                        | ↘100      | Грачёвский сельсовет                   |
| 9  | Нагорный         | хутор                        | ↗300      | Красный сельсовет                      |
| 10 | Новоспицевский   | посёлок                      | ↘500      | Спицевский сельсовет                   |
| 11 | Октябрь          | хутор                        | ↗700      | Сергиевский сельсовет                  |
| 12 | Сергиевское      | село                         | ↗2601     | Сергиевский сельсовет                  |
| 13 | Спицевка         | село                         | ↗3529     | Спицевский сельсовет                   |
| 14 | Старомарьевка    | село                         | ↗6889     | Старомарьевский сельсовет              |
| 15 | Тугулук          | село                         | ↗2413     | Село Тугулук                           |
| 16 | Ямки             | посёлок                      | ↗300      | Грачёвский сельсовет                   |

Упразднённые населённые пункты
- Либенталь/Liebental (Шматко)

до 1917 — Ставропольская губ., Ставропольский у., Александротальская вол.; в сов. период — Орджоникидзевский край, Спицевский/Ставропольский (Ворошиловский) р-н.
Лют. село, осн. в 1908. В 30 км к сев.-вост. от Ставрополя. Лют. приход Ставрополь. Земли 2051 дес. Нач. школа, красн. уголок (1926). Место рожд. проф. В. И. Гоппе (род. 1939). Жит.: 390 (1918), 121 (1920), 227/221 нем. (1926).
- В 1998 году в связи с переселением жителей в другие населённые пункты был упразднён посёлок Малая Кугульта, входивший в Кугультинский сельсовет[40]

## Местное самоуправление
Главы муниципального района
- с 22 ноября 2007 года — Шалыгин Владимир Васильевич[41]
- с 19 декабря 2014 года — Аникеева Нина Ивановна[42][43]
- с декабря 2017 года — Коврыга Роман Анатольевич[44]

Главы администрации муниципального района
- с 28 декабря 2007 года — Кухарев Владимир Андреевич[45]

Председатели совета муниципального района
- с 22 ноября 2017 года — Колотий Фёдор Владимирович (на постоянной основе)[46]

## Экономика
Ведущая отрасль — сельское хозяйство, преобладает растениеводство: выращиваются в основном озимая пшеница и подсолнечник. Животноводство представлено скотоводством мясо-молочного направления. Всего в районе 9 сельхозпредприятий, в том числе ПТФ «Грачевская», и 275 крестьянско-фермерских хозяйств.
В структуре промышленного производства: завод «Гидроагрегат», элеватор,  маслосырзавод «Кугультинский», предприятие по переработке автотракторных шин.

## Средства массовой информации
- Общественно-политическая газета Грачёвского района «Вперёд»[48]. Издаётся с марта 1971 года.
- Газета «Грачёвский вестник». Учреждена 17 сентября 2013 года[49].

## Люди, связанные с районом
Звания Герой Социалистического Труда удостоен Г. Я. Тутиков.